# Enulius flavitorques
Espèce
Synonymes
- Liophis flavitorques Cope, 1868
- Enulius murinus Cope, 1870
- Leptocalamus torquatus Günther, 1872
- Geophis unicolor Fischer, 1881
- Enulius sumichrasti Bocourt, 1883
- Geagras longicaudatus Cope, 1885

Enulius flavitorques  est une espèce de serpents de la famille des Dipsadidae.

## Répartition
Cette espèce se rencontre :
- dans le sud du Mexique ;
- au Guatemala ;
- au Honduras ;
- au Salvador ;
- au Nicaragua ;
- au Costa Rica ;
- au Panama ;
- en Colombie ;
- au Venezuela.

Sa présence est incertaine au Belize.

## Liste des sous-espèces
Selon The Reptile Database (3 septembre 2013) :
- Enulius flavitorques flavitorques (Cope, 1868)
- Enulius flavitorques sumichrasti Bocourt, 1883
- Enulius flavitorques unicolor (Fischer, 1881)

## Publications originales
- Bocourt, 1883, in Duméril, Bocourt & Mocquard, 1870-1909 : Études sur les reptiles, p. 1-1012, in Recherches Zoologiques pour servir à l'Histoire de la Faune de l'Amérique Centrale et du Mexique. Mission Scientifique au Mexique et dans l'Amérique, Imprimerie Impériale, Paris.
- Cope, 1869 "1868" : Sixth Contribution to the Herpetology of Tropical America. Proceedings of the Academy of Natural Sciences of Philadelphia, vol. 20, p. 305-313 (texte intégral).
- Fischer, 1881 : Herpetologische Bemerkungen vorzugsweise über Stücke des Naturhistorischen Museums in Bremen. Abhandlungen des Naturwissenschaftlichen Vereins in Bremen, vol. 7, p. 225-238 (texte intégral).